# The Bassmachine
The Bassmachine (w 2006 roku wydany jako The Bass Machine) – debiutancki album internetowy szwedzkiego muzyka Basshuntera, wydany 25 sierpnia 2004 roku przez wytwórnię Alex Music.

## Realizacja
Album został wydany 25 sierpnia 2004 roku na płycie CD przez wytwórnię Alex Music. 20 grudnia 2005 roku została wydana zremasterowana wersja albumu w lepszej jakości.
W 2006 roku z okazji wydania albumu LOL <(^^,)>, The Bassmachine wraz ze zmodyfikowanymi tytułami i długościami utworów oraz tytułem The Bass Machine został wydany na oficjalnej stronie internetowej Basshuntera wraz z albumem The Old Shit i utworem „Welcome to Rainow”.
Tytułowy, najkrótszy utwór „The Bassmachine” otwiera album. Zawiera on w sumie dziesięć utworów, a jego długość wynosi 51 minut. Album kończy utwór „Fest Folk”.

## Lista utworów
Źródło: Discogs
| Nr  | Tytuł                     | Długość |
| --- | ------------------------- | ------- |
| 1.  | „The Bassmachine”         | 02:22   |
| 2.  | „The Big Show”            | 05:36   |
| 3.  | „The True Sound”          | 05:25   |
| 4.  | „Train Station”           | 05:45   |
| 5.  | „Contact by Bass”         | 03:53   |
| 6.  | „Syndrome de Abstenencia” | 06:34   |
| 7.  | „The Warpzone”            | 05:34   |
| 8.  | „Bass Worker”             | 06:14   |
| 9.  | „Transformation Bass”     | 05:03   |
| 10. | „Fest Folk”               | 04:34   |

## Single i dalsze wydania
„Syndrome de Abstenencia” 21 września 2004 roku został wydany jako singel promocyjny, a 27 października „The Big Show” został wydany jako singel.
W 2006 roku remiks utworu „Fest Folk” został umieszczony na debiutanckim albumie studyjnym Basshuntera LOL <(^^,)>, a jeszcze w tym samym roku utwór został wydany na późniejszej wersji albumu LOL <(^^,)> w wersji anglojęzycznej pod tytułem „We Are the Waccos”.
Utwory z The Bassmachine i The Old Shit oraz inne utwory zostały umieszczone na albumie The Early Bedroom Sessions wydanym w 2012 roku.